# Institut Max-Planck de biogéochimie
Vous pouvez aider à l'améliorer ou bien discuter des problèmes sur sa page de discussion.
- Il ne s’appuie pas, ou pas assez, sur des sources secondaires ou tertiaires. (Marqué depuis mars 2022)
- La traduction est incomplète. (Marqué depuis mars 2022)
- Il est à actualiser. Certains passages sont obsolètes ou annoncent des événements désormais passés. (Marqué depuis mars 2022)

- Archive Wikiwix
- Bing
- Cairn
- DuckDuckGo
- E. Universalis
- Gallica
- Google
- G. Books
- G. News
- G. Scholar
- Persée
- Qwant
- (zh) Baidu
- (ru) Yandex
- (wd) trouver des œuvres sur Wikidata

L'Institut Max-Planck de biogéochimie (en allemand : Max-Planck-Institut für Biogeochemie) est un institut de recherche en biogéochimie fondé en 1997 situé à  Iéna. Il fait partie des instituts de la Société Max-Planck.

## Objectifs
Le programme de recherche de l'institut comprend la planification et la mise en œuvre d'expériences de modèles critiques, la comparaison entre le modèle et l'observation ainsi que le lien entre données de paléontologie et les résultats actuels. Dans ce but, les biologistes, les météorologues, les géoscientifiques, les chimistes, les physiciens et les mathématiciens de l’institut coopèrent sur une base interdisciplinaire. Les départements centraux de l'institut soutiennent le travail des départements scientifiques par des mesures d'isotopes, la datation par le carbone 14, l'analyse chimique, le traitement des données et par l'organisation expériences de terrain à long terme.

## Objectifs scientifiques et organisation
L'institut définit les objectifs scientifiques suivants:
- Quantification le rôle de ces interactions dans le contrôle du climat de la terre à une époque d'influences anthropiques croissantes
- Développement d'une compréhension quantitative et prédictive de la régulation des processus dans les écosystèmes et de leurs cycles biogéochimiques dans des conditions climatiques changeantes
- Étude des mécanismes de rétroaction de la surface terrestre avec son couvert végétal sur la composition de l'atmosphère.

L'Institut a trois départements
- Processus biogéochimiques  (direction : Susan Trumbore[2])
- Systèmes biogéochimiques (direction : Martin Heimann[3], maintenant émérité)
- Intégration biogéochimique (direction : Markus Reichstein[4])

L'ancien chef de département et directeur fondateur Ernst-Detlef Schulze (de) poursuit des recherches en tant que chef d groupe émérite au département des processus biogéochimiques. Ernst-Detlef Schulze a reçu le Prix de l'environnement de la Deutsche Bundesstiftung Umwelt (de) en 2006. Martin Heimann est l'auteur principal des rapports d'étape du groupe d'experts intergouvernemental sur l'évolution du climat (GIEC), groupe qui a reçu le prix Nobel de la paix 2007. Susan Trumbore a été élue à la National Academy of Science en 2010.

## Direction
| Identité                      | Période            | Période | Durée |
| Identité                      | Début              | Fin     | Durée |
| ----------------------------- | ------------------ | ------- | ----- |
| Sönke Zaehle (d) (né en 1977) | 1er septembre 2022 |         |       |

## International Max Planck Research School for Global Biogeochemical Cycles
L'école intitulée International Max Planck Research School for Global Biogeochemical Cycles est une Graduate school de préparation à un doctorat dans le domaine dans le domaine des cycles biogéochimiques mondiaux de matériaux et de sciences du système terrestre connexes. Le programme de doctorat, délivré en langue anglaise est géré conjointement par l'Institut et l'université d'Iéna, propose une formation complète, qui inclut également un séjour de recherche de plusieurs mois à l'étranger.